# Chantilly (zámek)
Zámek v Chantilly (francouzsky Château de Chantilly) je zámek ve městě Chantilly ve Francii.
Zámek se skládá ze dvou spojených budov: Malý zámek (francouzsky Petit Château) byl postavený kolem 1560 pro Anne de Montmorency a Velký zámek (francouzsky Grand Château) vznikl a poté, co byl zničen během francouzské revoluce, byl obnoven a přestavěn v roce 1870.
Objekt je vlastnictvím Institut de France, v zámku se nachází Muzeum Condéů (francouzsky Musée Condé). Pro své sbírky a architekturu je považováno za jednu z nejlepších a nejznámějších galerií na světě. Muzeum je otevřené pro veřejnost.
Součástí komplexu jsou i rozsáhlé zahrady a parky a přilehlé Velké stáje (francouzsky Les Grandes Écuries), ve kterých sídlí hipologické muzeum, s dostihovým závodištěm.

## Další budovy
Kromě zámku se v areálu nacházejí ještě zámeček Enghien, míčovna a Velké stáje.

### Velké stáje

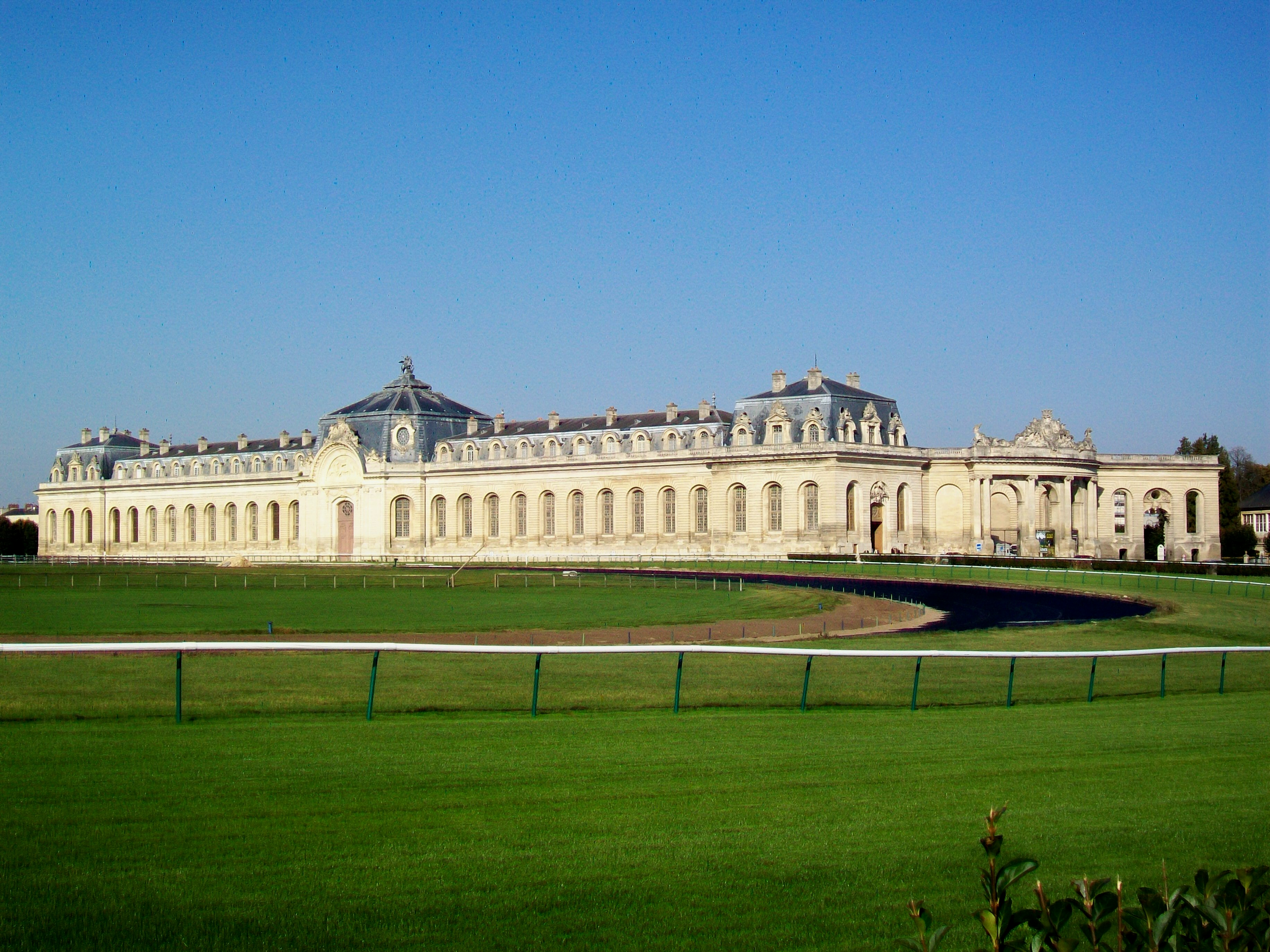
Velké stáje

Na začátku 18. století byly na příkaz Louise Henriho de Bourbon-Condé (který věřil, že se z něj po smrti stane kůň) vybudovány Velké stáje (francouzsky Grandes Écuries) pro 240 koní. V roce 1982 v nich bylo otevřeno Živé muzeum koní.

## Park
Park má rozlohu 155 hektarů, z toho 25 hektarů pokrývají jezera, která doplňují 60 hektarů parku Sylvie. Les v Chantilly, který přiléhá k parku a je součástí panství, má rozlohu 6310 hektarů. Architektem parku byl proslulý André Le Nôtre.

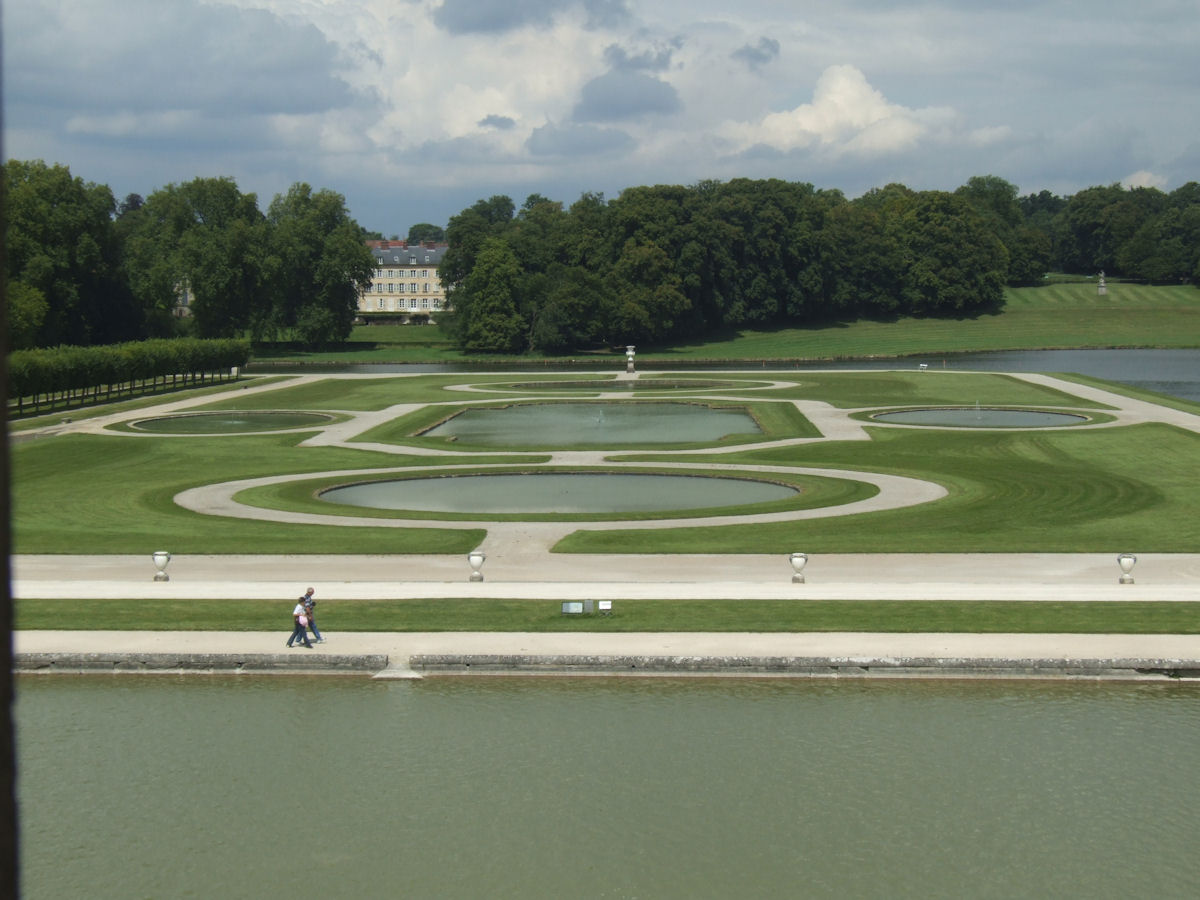

### Barokní park
Chantilly byly oblíbeným dílem Andrého Le Nôtre. Dal parku klasický vzhled, použil dvě na sebe kolmé osy: hlavní osa vedla v expozici sever-jih přes majestátní terasy a je kolmá k vrstevnicím, čímž zdůrazňuje zvlnění terénu. Druhá osa je vedena ve směru východ-západ a tvoří ji podél celého údolí Velký kanál (francouzsky Le Grand Canal).
Mezi terasou a Velkým kanálem, severně od zámku, Le Nôtre upravil záhony podle francouzské barokní módy. Tyto části jsou zdobeny vodními plochami, vázami a kamennými sochami, které pocházejí z devatenáctého století. Ponejvíce představují významné osobnosti spojené s bohatou historií oblasti. Záhony byly původně lichoběžníkového tvaru, aby kvůli zákonům perspektivy působily větším dojmem. Tento efekt byl zrušen změnami v 19. století, kdy byly záhony upraveny na pravidelné obdélníky. Zbytky broderií se do 21. století dochovaly v zahradě Voliéry (francouzsky Jardin de la Volière na západě při úpatí zámku) a v zahradě Sylviina domu (francouzsky La Maison de Sylvie) z roku 1671.
Le Nôtreovy barokní partery jsou nyní ohraničeny dvěma upravenými zahradami, které v době vzniku parterů neexistovaly. Jedna z nich, jež se nachází východně, pochází z osmnáctého století a je upravena jako venkovský mlýn. Západním směrem leží úprava ve stylu anglického parku, která byla vytvořena na počátku devatenáctého století. Na druhém břehu Velkého kanálu se nachází amfiteátr Vertugadin, který s navazující alejí prodlužuje osu parteru do lesa. Zde se nachází kopie sochy Venuše z Arles.

Hlavní brána se nachází pod zámkem na terase, která zakrývá výhled na celé prostranství. Ten se tak při vstupu do zámku náhle a efektně otevře.

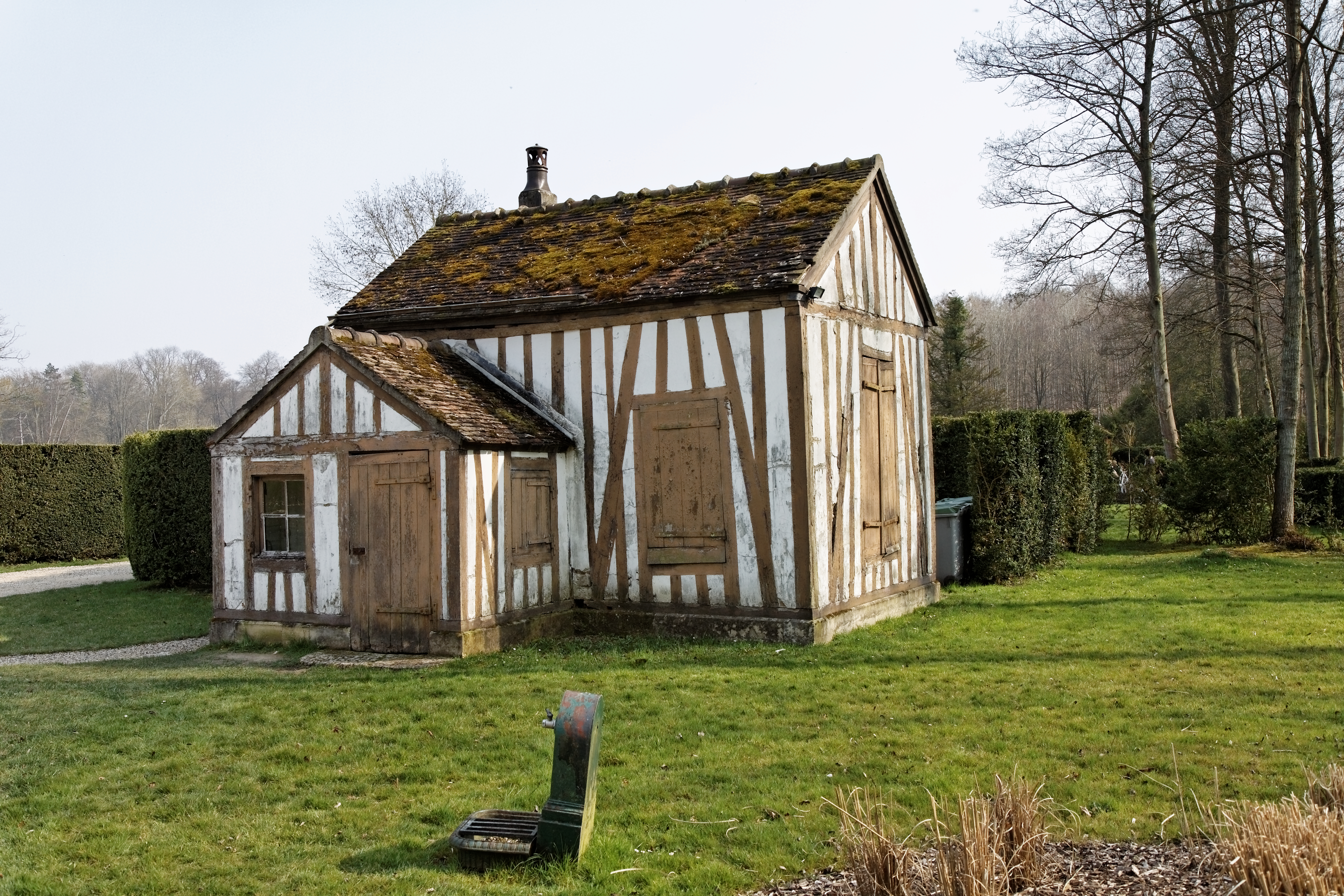
Hameau de Chantilly, umělá vesnice.

### Malý park
Malý park (francouzsky Le Petit Parc nebo parc de La Cabotiére) se nachází na vápencové plošině s výhledem do údolí z parteru na Grand Rond. Úpravy prostoru mezi lesem a parkem byly navrženy Le Nôtrem, který určil umístění alejí a bosketů, které je spojují s okolním lesem. Jeho synovec Desgots zde v roce 1679 dal upravit bludiště, který bylo zničeno v roce 1770.
V osmnáctém století Henri-Jules de Bourbon-Condé připojil k terase most přes suchý příkop, který tvořil hranici parku. Zahrada se stala místem zábavy a procházek mezi různými prostranstvími ohraničenému živými ploty ze stále zelených dřevin, připomínajícími zelené pokoje. Některé z nich se dochovaly, například tzv. Pokoj divokého prasete (francouzsky La Chambre du Sanglier).
Mezi lety 1738 a 1739 vznikla obří plocha pro živou husí hru, kde figurky představovali samotní hráči. Hrací plocha tvořila spirálu 2 km dlouhou. I když byla po dlouhá desetiletí velmi oblíbenou zábavou návštěvníků zámku, když móda pominula, byla hra odstraněna a terén vyrovnán. Zachovány a dosud viditelné zůstaly jen některé prvky, například most nebo studna.

### Anglicko-čínská zahrada a Hameau de Chantilly
Na východ od zahrad, které byly Le Nôtreovým dílem, se nachází anglicko-čínská zahrada, založené na bývalých lukách v roce 1772. Je typická mnoha umělými dekoracemi, z nichž některé (skály, malé kamenné mosty) se dochovaly do 21. století.
V roce 1774 přibyla k okraji zahrady umělá vesnice. Vesnička Chantilly (francouzsky Hameau de Chantilly) měla sedm malých rustikální domů, pět z nich se zachovalo: společenská místnost, místnost s biliárem, jídelna, kuchyň a mlýn.

### Anglická zahrada
Při cestě ze Chantilly do Vineuil-Saint-Firmin a Creil vznikla anglická zahrada, navržená architektem Victorem Duboisem v roce 1817. Obsahuje některé objekty, které pocházejí ještě od Le Nôtra (Ostrov lásky, Fontány de Beauvais). Z lesních cest se otvírají zajímavé pohledy na zámek.
Jediným dochovaným objektem vybudovaným v anglické zahradě až v době jejího vzniku na začátku 19. století je Chrám Venuše (francouzsky Le Temple de Venus).

## Galerie

Plánky a celkové pohledy
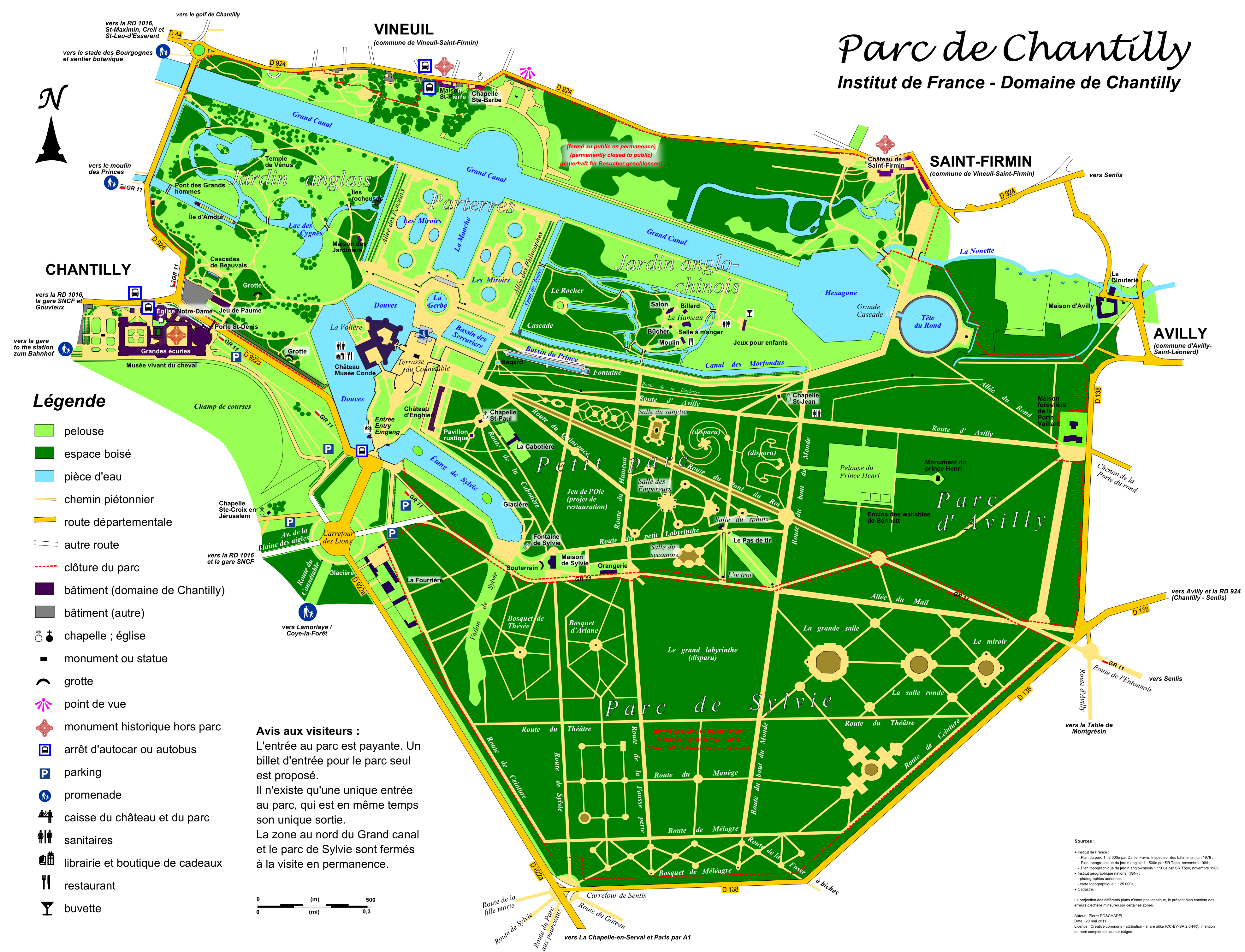
Plán areálu
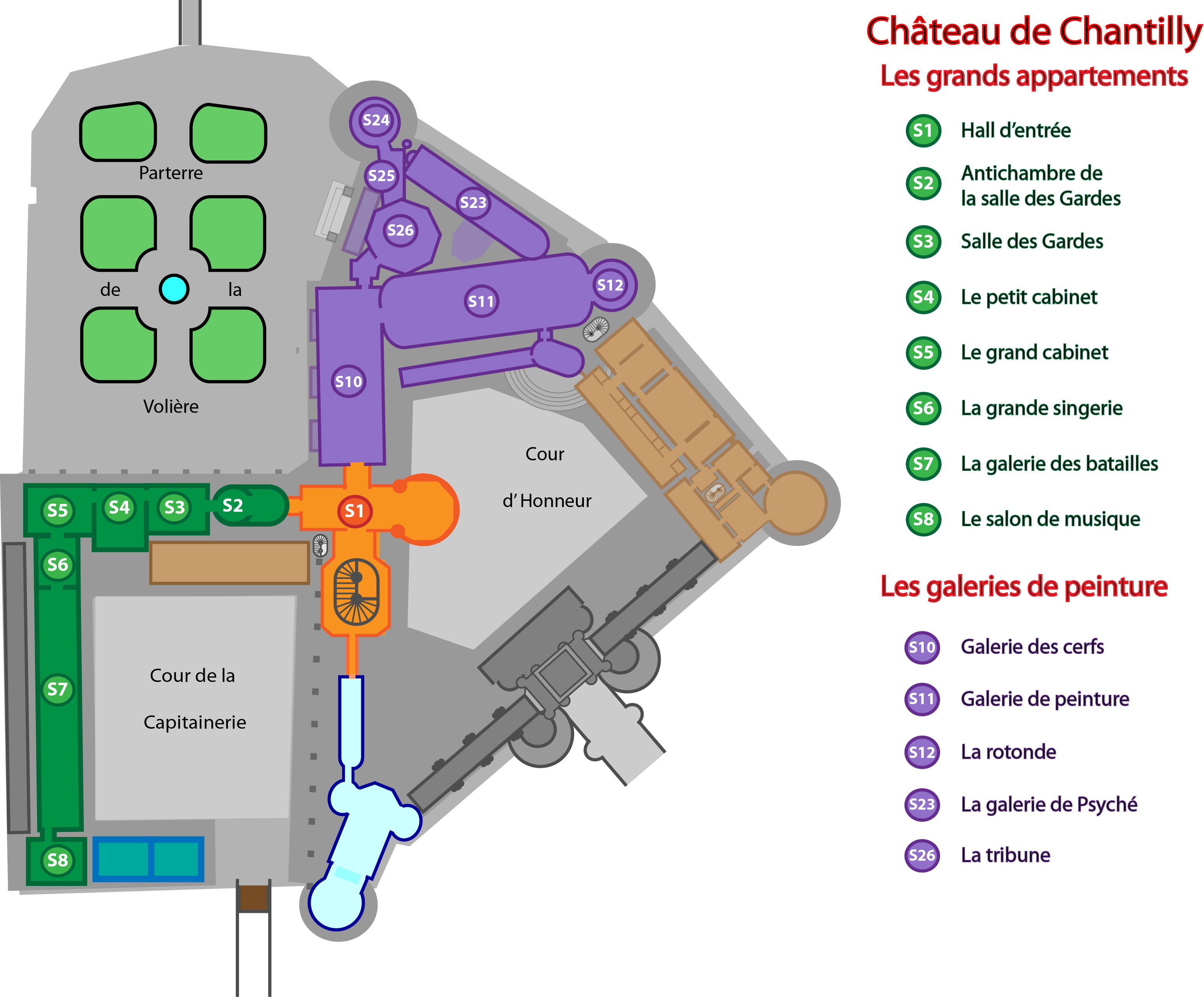
Plán zámku
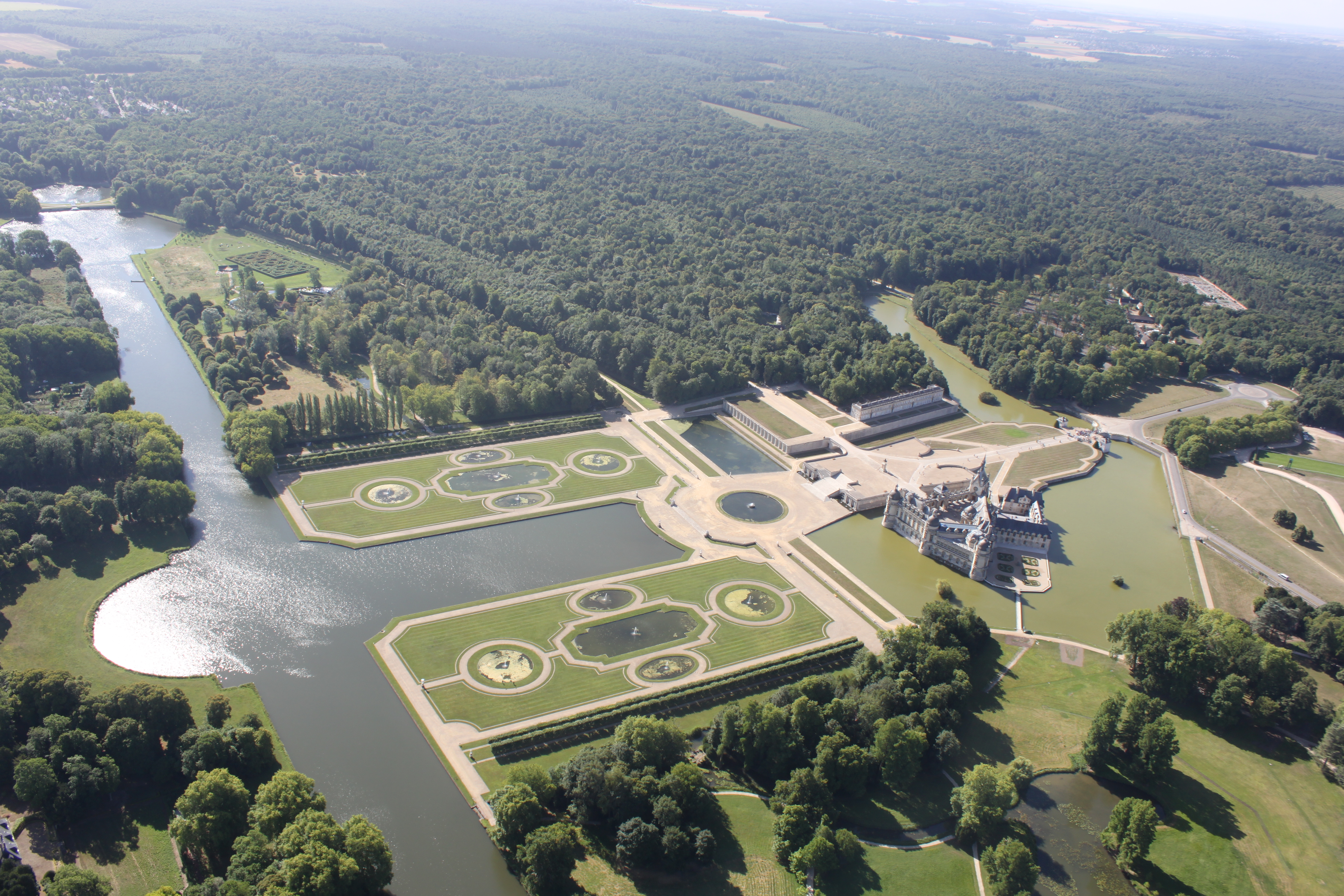
Letecký pohled na zámek a park
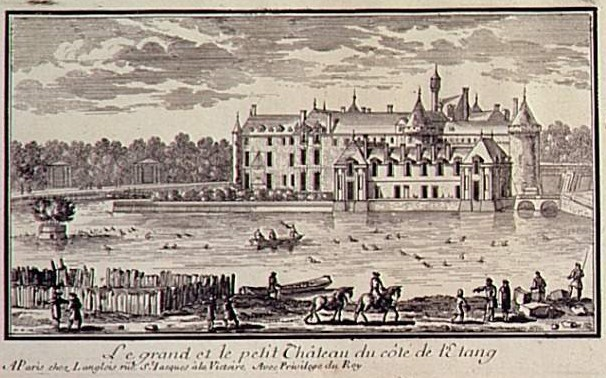
Zámek v 17. století
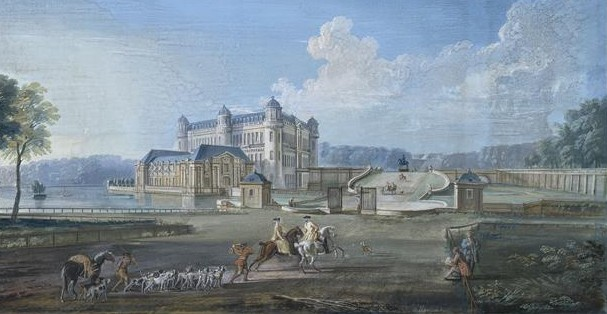
Zámek v 18. století

Interiéry zámku
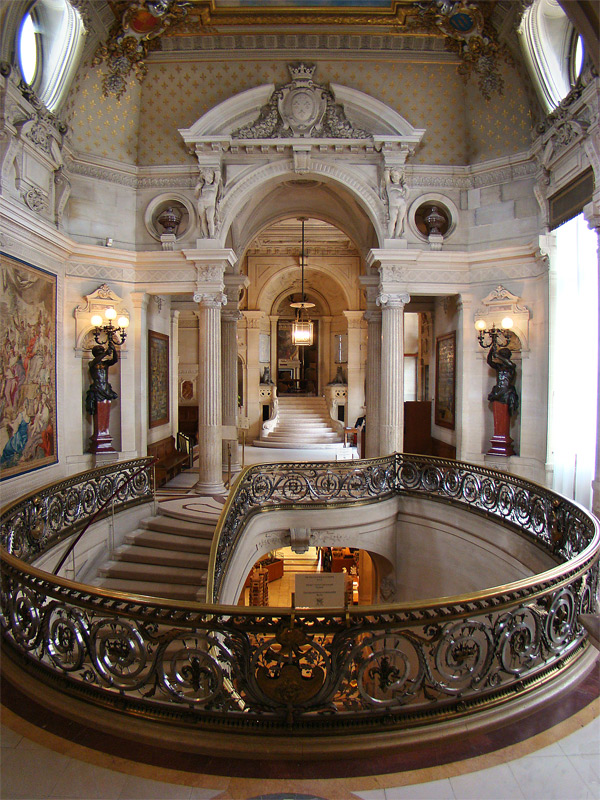
Vestibul (francouzsky Le vestibule d'honneur
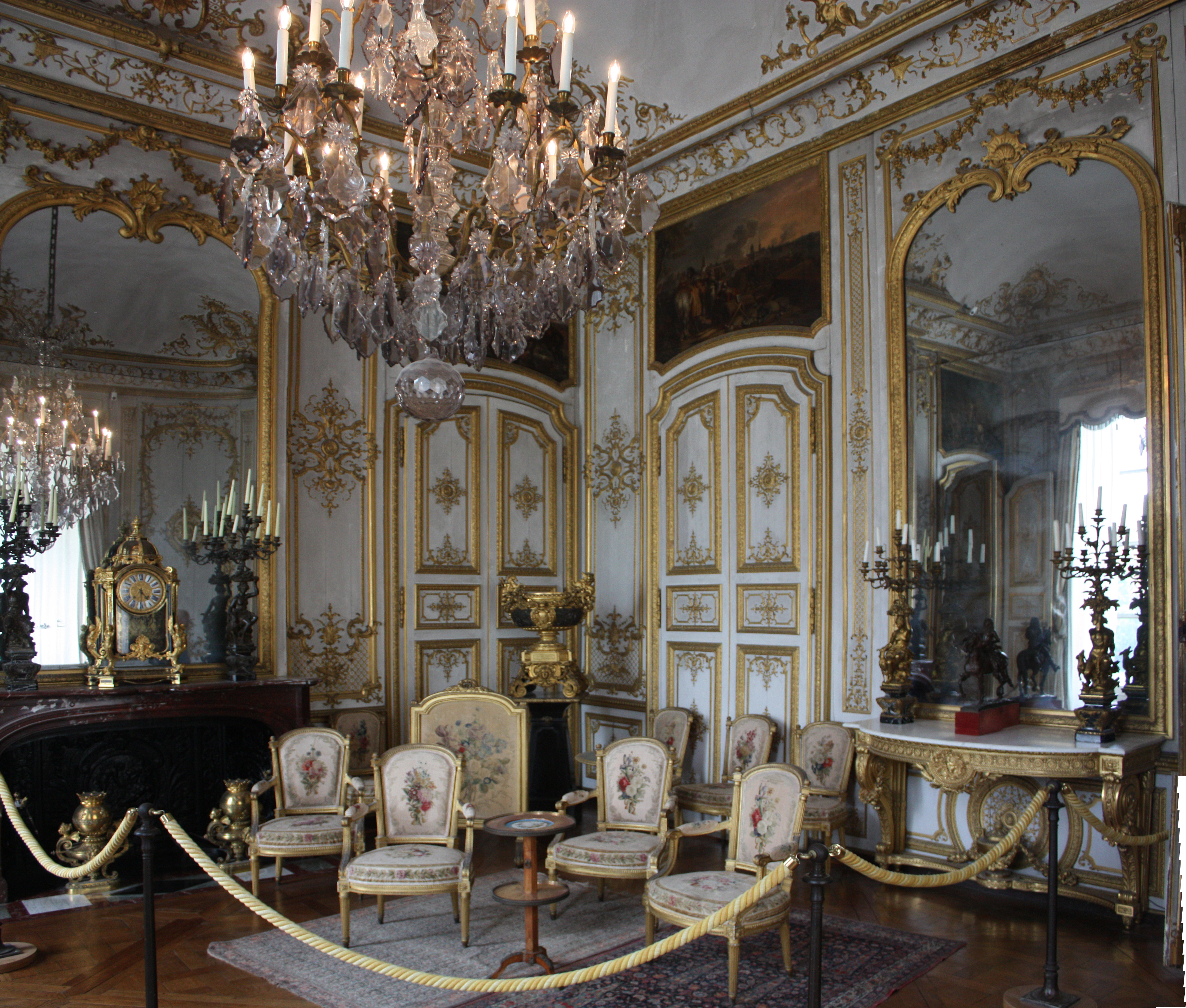
Velká princova pracovna
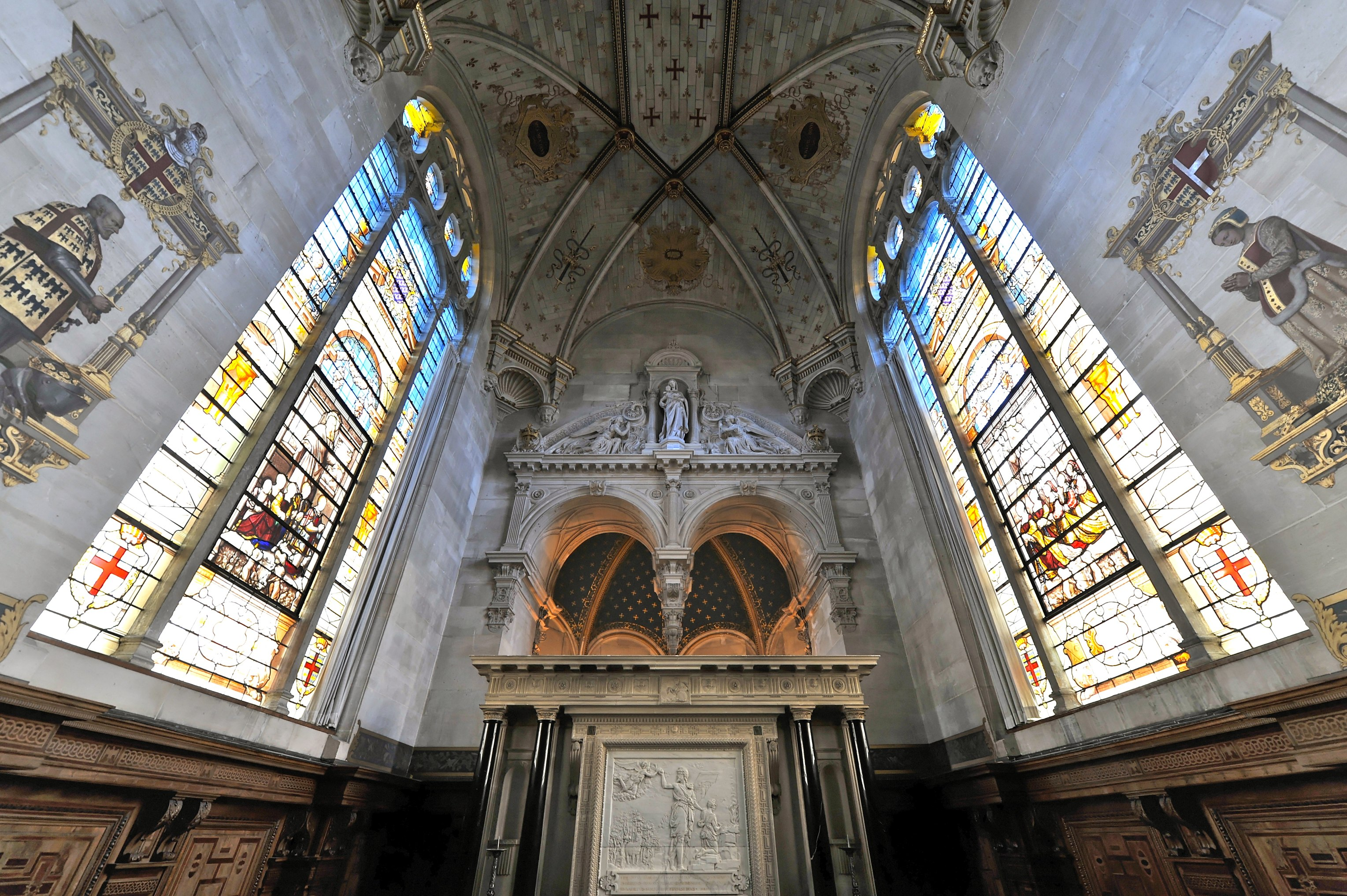
Kaple sv. Ludvíka
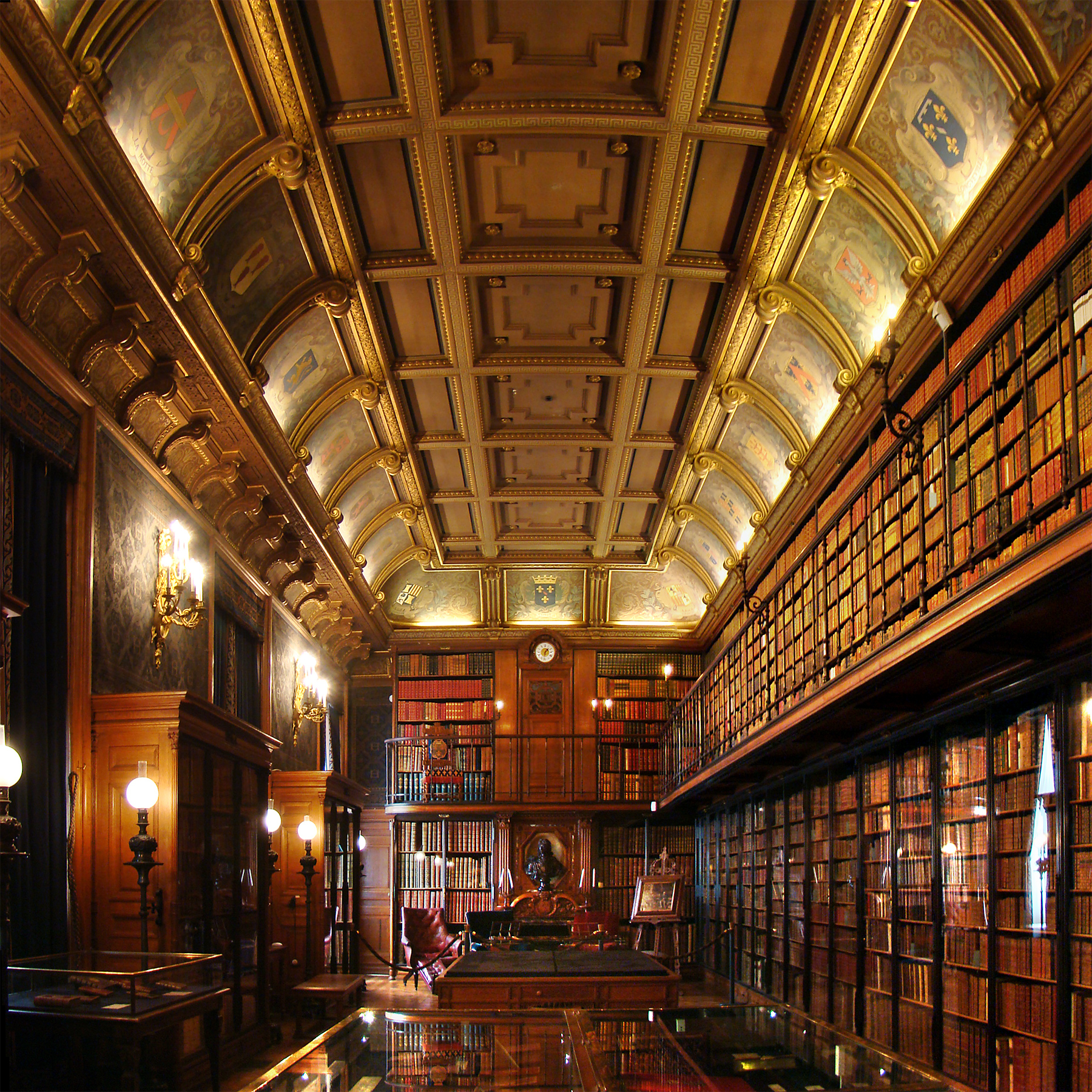
Velká knihovna
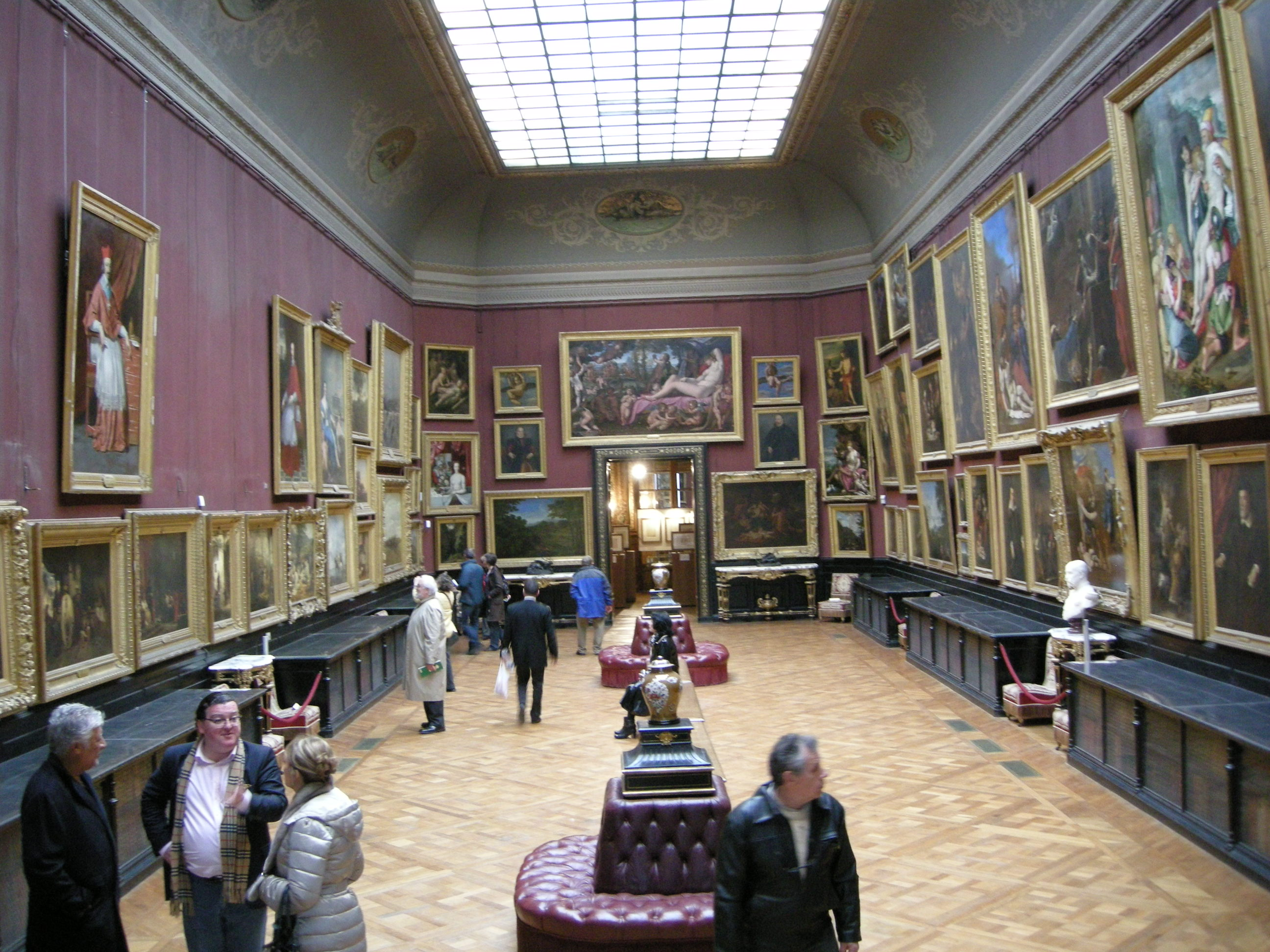
Obrazárna

Parky a zahrady
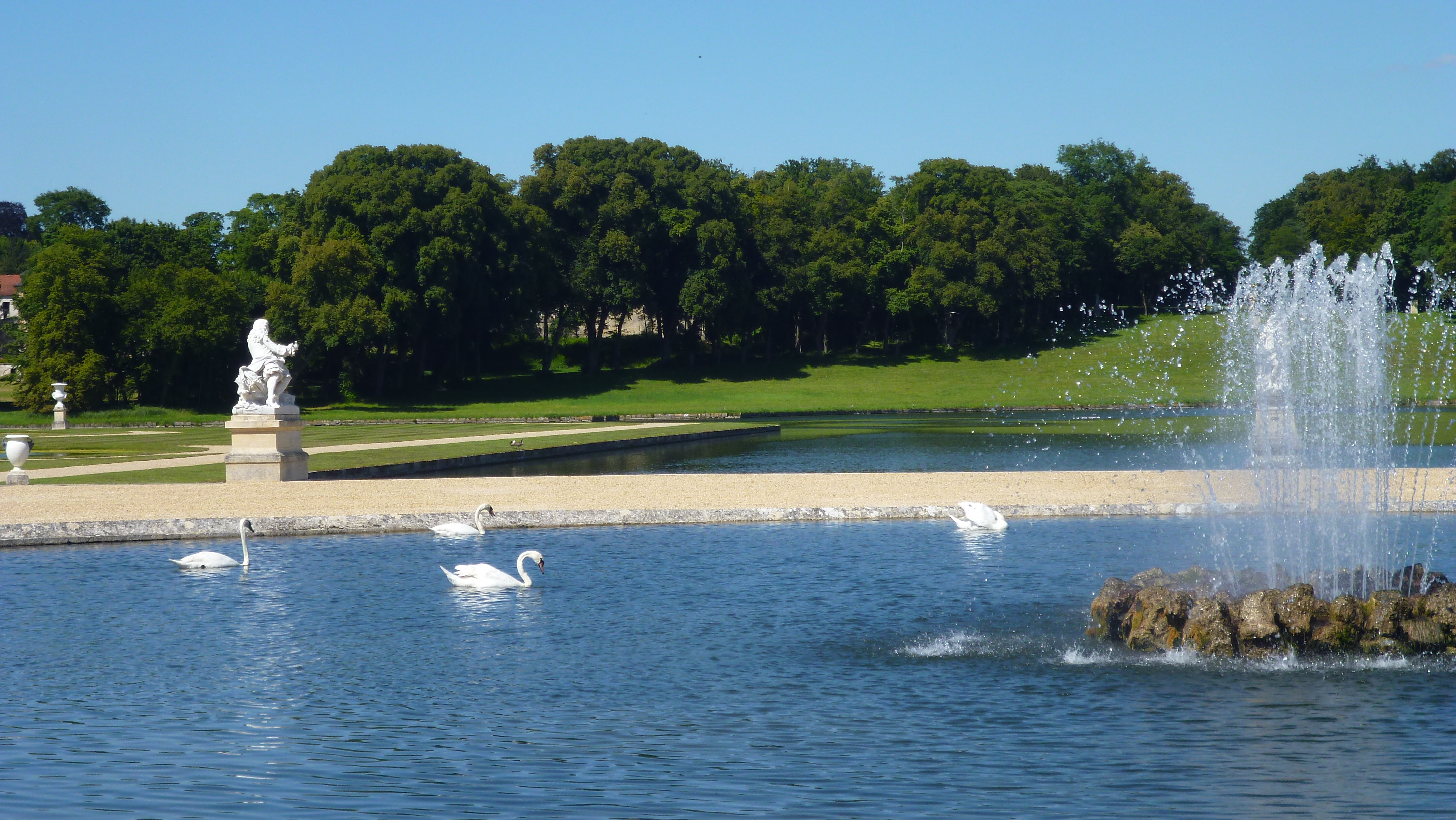
Francouzský park
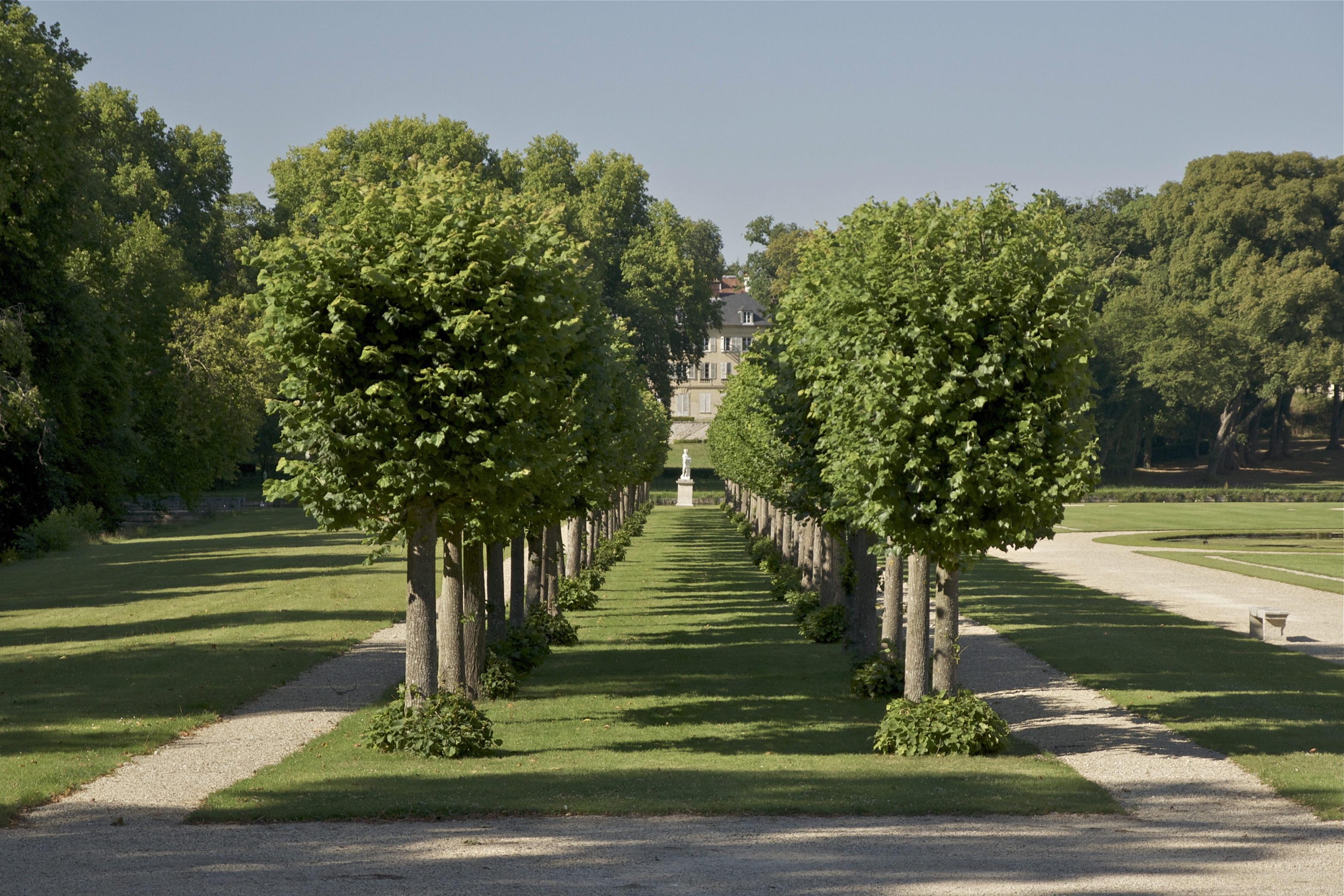
Alej filosofů
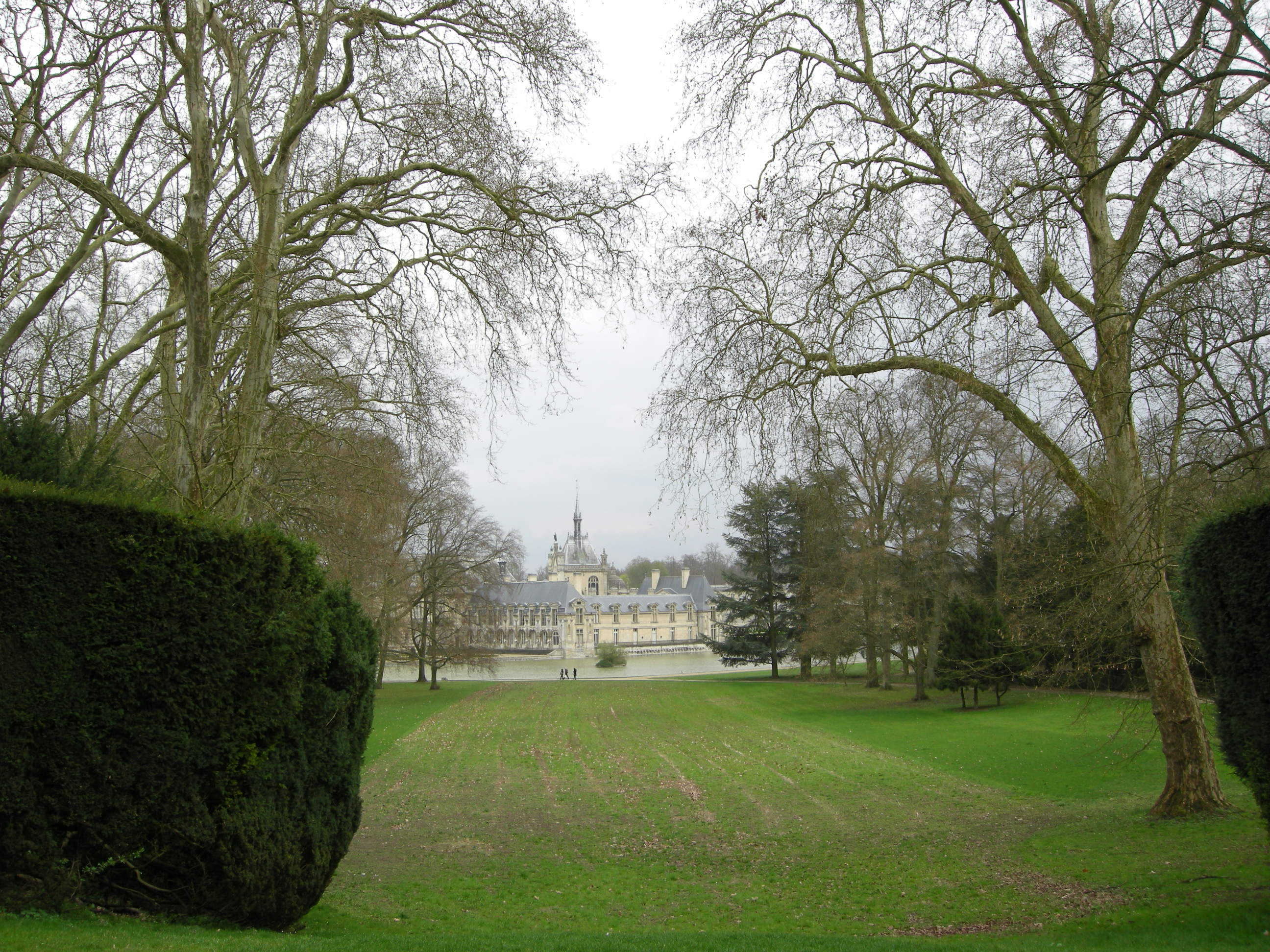
Anglický park
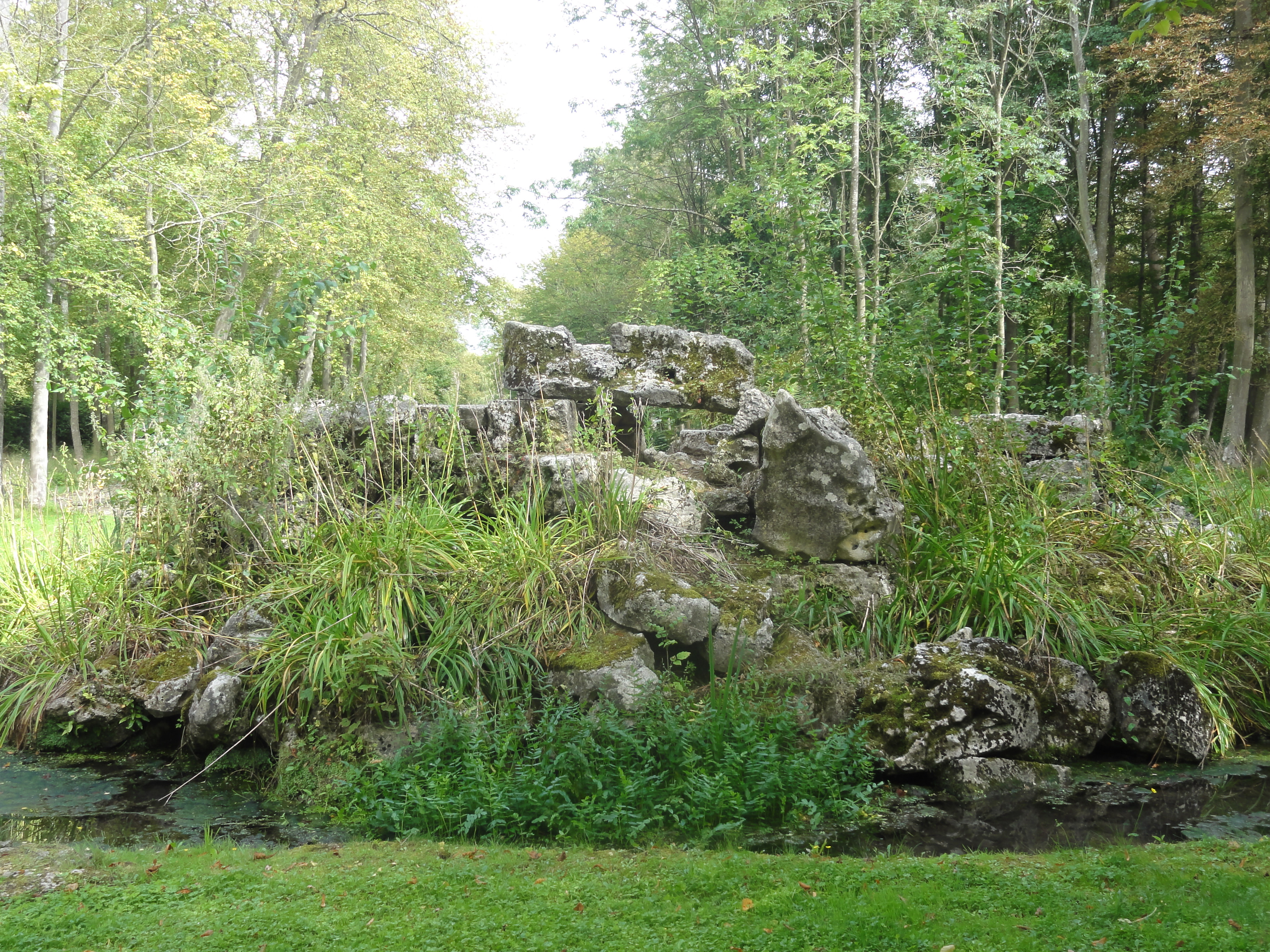
Umělé skalisko
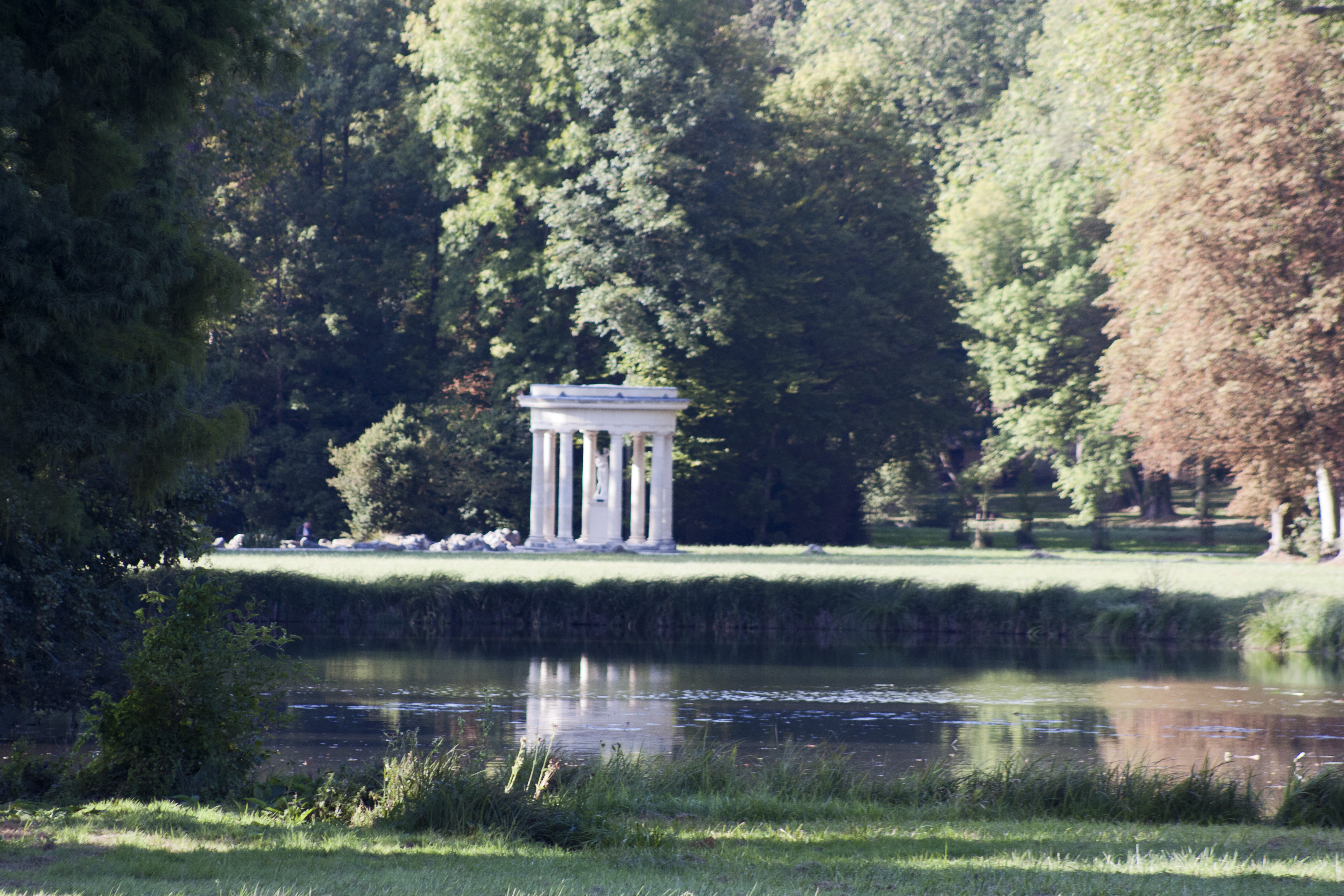
Chrám Venuše
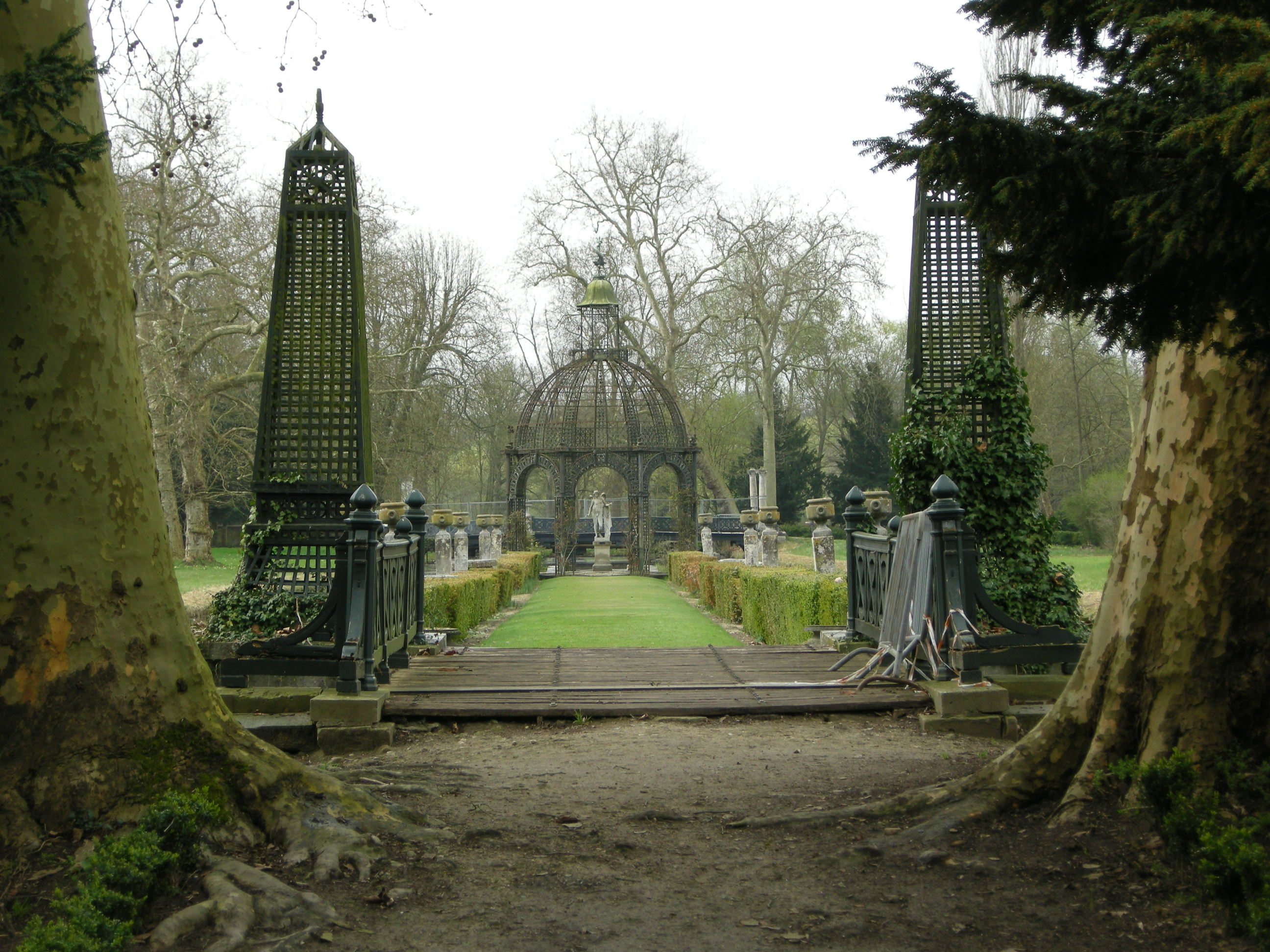
Ostrov lásky